# 라떼 아트

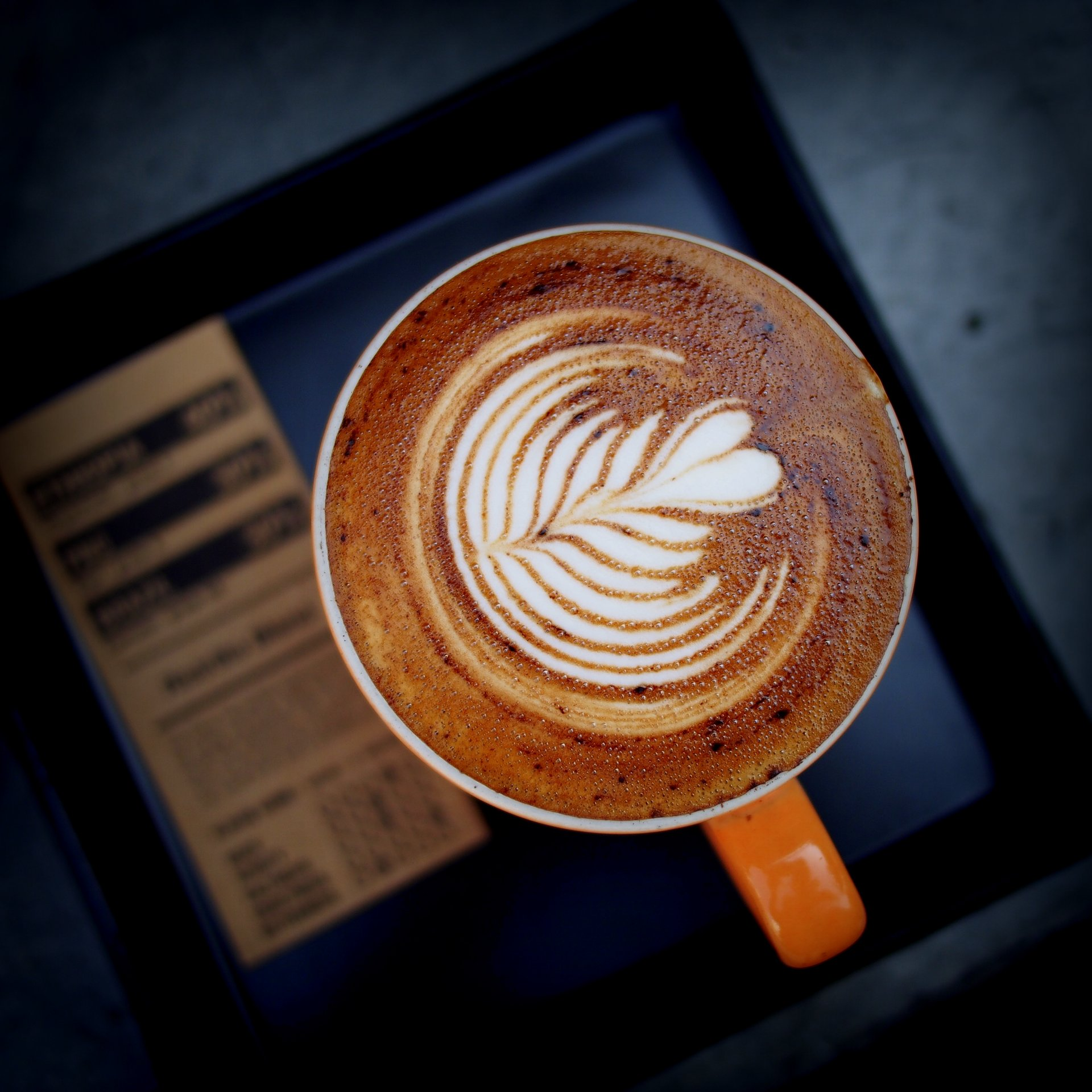
라떼 아트의 예

라떼 아트(영어: latte art)는 바리스타가 에스프레소를 기본으로 하는 음료에 여러 디자인을 하는 것을 말한다. 보통 두 가지 방법이 있다. 첫 번째 방법은 우유의 흐름을 조절하여 에스프레소에 담는 방법이 있으며, 다른 방법으로는 파우더, 우유 거품 등 다른 도구를 사용하여 만드는 방법이 있다.

## 준비 과정 및 제조 방법
우유는 지방의 함유가 3~5%인 우유를 준비한다. 이는 폼을 유지시키고 윤기를 나게 하기 위한 최적의 우유이다. 깨끗한 피쳐에 우유를 채워 준비한다. 커피를 포터 필터에 도징하여 탬핑 후 라떼 잔(190ml~300ml)에 에스프레소를 추출한다. 동시에 준비한 우유를 스팀 하여 마이크로폼을 생성한다. 우유의 온도는 50°C~65°C 이내로 만든다. 이는 단백질이 파괴되지 않으며 우유의 단맛을 극대화해주는 최적의 온도이다. 또한 작업을 동시에 진행하는 것은 맛의 퀄리티는 물론 시간 절약과 우유의 마이크로폼과 에스프레소의 크레마가 라떼 아트를 위한 최적의 상태를 유지하기 위함이다.
거의 동시에 추출과 스티밍이 끝나면 라떼 잔을 크레마가 깨지지 않도록 잡고 안정화 작업에 들어가는데 이는 우유가 떨어지는 낙차를 이용한다. 커피와 우유를 섞는 과정으로 거품이 뜨지 않도록 하는 작업을 거친다. 절반정도 채워지면 안정화 작업을 마치고 모양에 따른 기술을 사용하는데 이때 잔과 피쳐간의 거리는 약 1cm 이내 정도로 마이크로폼이 커피 위에 띄워지도록 하는 과정을 거치고 붓는 우유의 양, 우유의 유속, 피쳐를 흔드는 기술인 핸들링과 우유를 붓는 위치에 따른 하트, 결하트, 백조, 로제타, 튤립, 장미 등을 만들 수 있다.

## 라떼 아트의 기술
공기 주입: 우유를 처음 스티밍 할 때, 우유에 거품 생성을 위한 공기를 주입한다.
혼합: 공기 주입 시에 생성한 거품들을 작게 나누고 거품과 우유를 적절히 혼합하는 과정이다.
마이크로폼 밀크(벨벳밀크): 스티밍 과정이 이상적으로 마쳤을 경우 윤기나고 적절한 온도와 거품의 질이 완성되었을 때의 라떼 아트를 위한 최적의 우유의 상태를 말한다.
안정화: 에스프레소와 우유를 혼합하여 라떼 아트를 그리기 위한 밑 작업을 말한다.
낙차: 에스프레소와 우유를 혼합 및 패턴을 그리기 위한 기술로 에스프레소 표면과 피쳐 간의 거리를 말한다. 혼합 시에는 7~10cm, 패턴을 그릴 때는 1~2cm 이내 의 낙차를 유지한다.
유량: 피쳐에서 라떼 잔으로 우유를 붓는 양을 말한다.
유속: 라떼 잔에 떨어진 우유가 앞으로 흘러가는 속도를 말한다.
핸들링: 피쳐를 잡고 좌우로 흔드는 기술로 결을 그리는 패턴에 주로 사용된다.
무빙: 우유 거품을 자유자재로 다루며 패턴을 그리는 기술이다.
드롭: 우유 거품을 조금씩 떨어트려 점을 찍는 듯한 패턴을 그리는 기술이다.
에칭: 에칭 펜이라고 부르는 도구를 이용하여 라떼 잔에서 패턴을 그리는 기술이다.

## 각종 대회
라떼 아트의 커피에 독창적인 라떼 아트 패턴 표현력을 겨루는 각종 대회가 개최된다. 정해진 에스프레소 머신과 그라인더, 제공하는 우유를 사용하게 되며, 규정에 맞는 커피(로스팅이 14~20일 이내, 미디움에서 미디움-다크 로스팅)을 사용하여 각 참가 선수가 시연을 통한 창의성, 라떼 아트 패턴, 퍼포먼스 시연 등의 점수를 통해 챔피언이 결정된다.
WLAC(Word Latte Art Championship): 이탈리아 밀라노에서 개최되는 세계 대회로 각 나라의 내셔널 대회의 챔피언이 참여할 수 있다. 예선, 준결승, 결승을 거쳐 챔피언을 선정하게 된다.
KLAC(Korea Latte Art Championship): 한국에서 개최되는 내셔널 대회다.